# Dobrosławka
Dobrosławka (biał. Дабраслаўка; ros. Доброславка) – wieś na Białorusi, w obwodzie brzeskim, w rejonie pińskim, w sielsowiecie Bobryk, przy drodze republikańskiej R105.
Znajduje się tu parafialna cerkiew prawosławna pw. Świętej Trójcy.

## Historia
Dawniej wieś i majątek ziemski. W dwudziestoleciu międzywojennym leżała w Polsce, w województwie poleskim, w powiecie pińskim. W czasach carskich i II Rzeczypospolitej siedziba gminy Dobrosławka. W międzywojniu znajdował się tu końcowy przystanek kolejowy linii wąskotorowej Malkowicze – Dobrosławka (obecnie nieistniejącej).
Po II wojnie światowej w granicach Związku Sowieckiego. Od 1991 w niepodległej Białorusi.